# Aortastenos
Aortastenos eller aortaklaffsstenos innebär en förträngning av utflödet från vänster hjärtkammare (förbi aortaklaffen) till den grad att det orsakar olika problem.  Prevalensen är 0,2 % 50-60 åringar men kring 10 % hos personer över 80 år . Aortastenos kan uppstå i nivå med aortaklaffen, men kan även bero på förträngning över eller under denna nivå. Vanligen förvärras stenosen över tid. Symptom uppkommer ofta successivt med en minskad förmåga till ansträngning som vanligaste debutsymptom. Om hjärtsvikt, medvetandeförlust, eller kärlkramp uppstår är det tecken på en allvarligare sjukdomsgrad. Svimning eller medvetandeförlust inträffar vanligen då personen ställt sig upp eller vid motion. Symptom på hjärtsvikt kan vara andnöd som är särskilt uttalad då man ligger ner, på natten, eller som uppkommer med motion. Även bensvullnad har en koppling till aortastenos. Förtjockning av hjärtklaffen utan förträngning kallas aortaskleros.
I industrialiserade länder är aortastenos oftast orsakad av en degenerativ process med successiv förkalklning av hjärtklaffen. Riskfaktorer för aortastenos är mycket lika de för kranskärlssjukdom och innefattar rökning, högt blodtryck, högt kolesterol, diabetes och manligt kön. Personer som är födda med hjärtfelet bicuspid aortaklaff har ökad risk för att utveckla aortastenos. Bicuspid aortaklaff betyder att aortaklaffen är tvådelad istället för tredelad (tricuspid) som är det normala utseendet på hjärtklaffen. En bikuspid aortaklaff förekommer hos cirka en till två procent av befolkningen. I utveklingsländer är aortastenos oftast infektiöst orsakad, på grund av av genomgången endokardit eller reumatisk feber.
Aortaklaffen består vanligen av tre "fickor" och ligger mellan vänster kammare i hjärtat och stora kroppspulsådern (aorta). En aortastenos kan oftast höras som ett blåsljud på hjärtat om man lyssnar med t.ex. stetoskop. Utifrån ultraljud av hjärtat kan man indela sjukdomen i olika svårighetsgrader som mild, måttlig, svår och mycket svår. Aortastenos följs vanligen av upprepade ultraljudsundersökningar. Så länge sjukdomen är asymtomatisk ses ingen ökad dödlighet men om sjukdomen börjar att ge symtom är den obehandlade två-års-dödligheten kring 50 procent. Det finns ingen botande läkemedelsbehandling utan om sjukdomen uppnått en svår svårighetsgrad består behandlingen i första hand av öppen kirurgi där man byter ut aortaklaffen. Hos patienter med svår eller medelhög risk finns kateterburen aortaklaffimplantation (TAVI) som ett alternativ. Nyare studier har visat likvärdiga resultat mot öppen kirurgi även hos patienter med medelhög kirurgisk risk . Klaffen ersätts med antingen mekaniska eller biologiska proteser, bägge med vissa risker och fördelar. Ett mindre invasivt ingrepp kallat BAV (balloon aorta valvuloplasty) kan vara till hjälp men är i regel endast en kortvarig lösning. Komplikationer som hjärtsvikt kan behandlas som vanligt bland de med mild eller medelsvår aortastenos. Bland de med svår sjukdom finns ett antal mediciner som bör undvikas, såsom ACE-hämmare, nitroglycerin, och vissa beta-blockerare. Nitroprussid eller fenylefrin kan användas för de med okompenserad hjärtsvikt med hänsyn till blodtrycket.
Aortastenos är den vanligaste hjärtklaffsjukdomen i den utvecklade världen. Aortastenos drabbar ca 2 % av befolkningen som är över 65 år. Förekomst av aortastenos är okänd i de flesta av utvecklingsländerna enligt statistik från 2014. Aortastenos beskrevs första gången av den franske läkaren Lazare Rivière 1663.